# 사쓰몬 문화
사쓰몬 문화(일본어: 擦文文化)는 7세기에서 13세기에 걸쳐 홋카이도와 혼슈 북부에서 번성했던 고고문화다. 혼슈의 토사기의 영향을 받은 사쓰몬 토기(擦文土器, "문지름무늬토기")를 특징적인 유물로 삼는다. 이후 토기문화가 쇠퇴한 뒤 취사에도 철기를 사용하는 아이누 문화로 이행하였다.
9세기(혼슈 기준 헤이안 시대 전기)까지 북해도에는 사쓰몬 문화와 병행하여 오호츠크 문화가 북쪽에 퍼져 있었고, 13세기(가마쿠라 시대)에는 동부를 중심으로 토비니타이 문화가 사쓰몬 문화와 인접했다.
전통적으로 사쓰몬 문화는 에미시나 초기 아이누와 동일시되었다. 그러나 에미시와 사쓰몬 문화에는 많은 차이점들이 보이는데 예를 들어 기마와 벼농사는 에미시 생활상의 핵심을 이루었으나 당대 홋카이도에서는 발견되지 않는다.

## 생활
철기 도구는 속조몬 시대 말기에 이미 널리 퍼진 것으로 보이며 석기 도구는 사쓰몬 시대에 사라졌다. 생계 활동은 주로 수렵, 채집, 어업으로 이루어졌다. 하구에 집중된 대규모 정착지의 위치는 연어가 중요한 식품이었음을 암시한다. 메밀과 보리 재배는 속조몬 시대에도 있었을 가능성이 있기는 하나, 사쓰몬 문화에서는 메밀, 쌀, 보리, 밀, 수수, 기장, 조, 녹두, 들깨, 참외, 팥, 마 등이 재배되었다는 더 신빙성 있는 증거가 나타난다. 다만 쌀은 본토에서 들여온 것이거나, 재배되었다 하더라도 한전(旱田) 농업으로 이루어졌을 것으로 보인다. 농업에 관해서는 사쓰몬 문화를 본토의 고훈 문화의 주변부로 간주하여 이러한 작물이 식단의 상당 부분을 공급했다고 주장하는 설과, 기본적으로 사쓰몬 문화를 속조몬 문화의 연속으로 간주하고 작물이 식단의 일부에 불과했다는 설 사이에 의견이 나뉜다.